# Shahdheri
Shahdheri  (Dheri Shahan, El Mont dels Reis) és un poble de l'extrem oest districte de Rawalpindi, al Panjab (Pakistan). Al nord-est del poble hi ha unes ruïnes que Alexander Cunningham ja va identificar com les de Takshasila, la Tàxila dels grecs. Es troben restes a sis llocs diferents:
- Bir.
- Hatial.
- Sir-Kap-ka-kot.
- Kacha Kot.
- Babarkhana.
- Sir-Sukh-ka-kot.

El primer és a la vora del riu Tapra Nala, el Tipernabon del Pseudo-Cal·lístenes. Hatial és una posició fortificada a les muntanyes Mar-gala (Decapitat) que probablement fou l'antiga ciutadella. Sir-Kap, o el “fort del Decapitat” fou una posició fortificada unida a la ciutadella per una muralla de circumval·lació. Els altres tres llocs serien més moderns, però prop de Babarkhana hi ha unes ruïnes anomenades Siri-ki-pind, que serien la gran Sirsha-danam o "Ofrenes principals", una stupa budista construïda per Asoka i esmentada per Hiuen Tsiang.
Takshasila, la forma sànscrita del nom, vol dir "la roca tallada" o "la roca de Takshaka" (Takshaka fou un rei naga). Alexandre el Gran la va trobar regida per Omphis (sànscrit Ambhi) conegut pel seu títol dinàstic de Taxiles, que va entregar el seu regne a l'invasor. Vuitanta anys després va passar a mans d'Asoka i des d'allí va governar el Panjab abans de recollir la successió al tron de Magadha. Vers el 200 aC va esdevenir territori del regne grec de Bactriana i després va passar al regne Indopart dels que va passar als kushanes vers el final del segle I aC. Al segle I dC Apol·loni de Tíana la va visitar i diu que era la capital de Fraates els dominis del qual corresponen a l'antic regne de Poros d'Hidaspes o Porus, i descriu un bell temple de Porfiri. Fa Hian hi va estar al principi del segle V i Hiuen Tsiang el 630 i el 643 i els dos la descriuen com un lloc de gran santedat i l'escenari del sacrifici de Buda. Després ja no torna a ser esmentada.